# مورو رئاتینو
مورو رئاتینو (به ایتالیایی: Morro Reatino) یک کومونه در ایتالیا است که در استان ریتی واقع شده‌است. مورو رئاتینو ۱۵٫۸۲ کیلومتر مربع مساحت و ۳۶۰ نفر جمعیت دارد و ۷۴۵ متر بالاتر از سطح دریا واقع شده‌است.

## خواهرخوانده
شهر Sárkeszi خواهرخواندهٔ مورو رئاتینو هست.